# Risør
Risørⓘ ist eine Kommune im norwegischen Fylke Agder. Die Kommune liegt an der norwegischen Südküste und hat 6687 Einwohner (Stand: 1. Januar 2025). Verwaltungssitz ist die gleichnamige Stadt Risør.

## Geografie

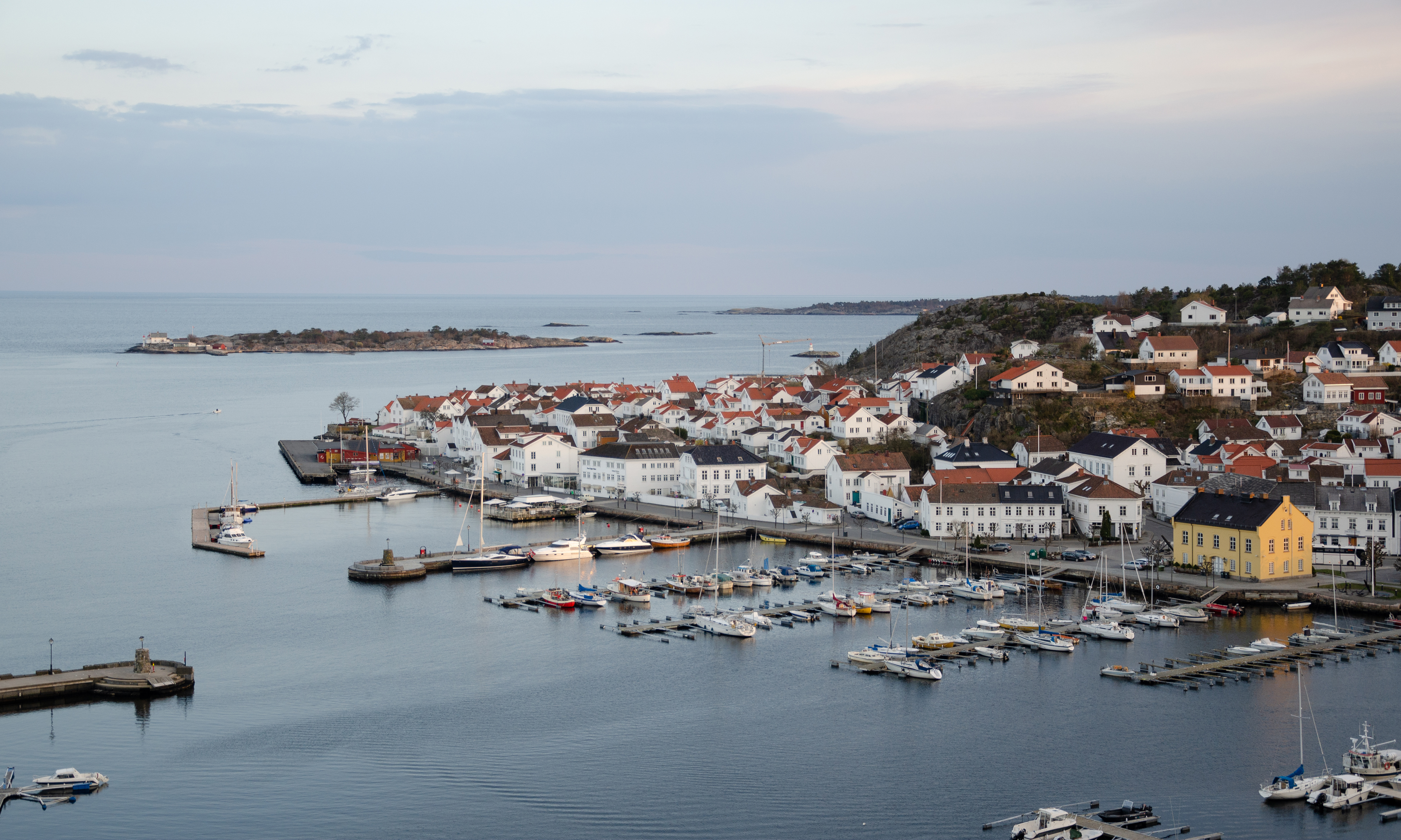
Blick auf die Stadt Risør

Die Kommune Risør liegt im Osten des Fylkes Agder an der norwegischen Südküste. Die Kommune grenzt im Nordosten an Kragerø, im Nordwesten an Gjerstad sowie im Westen an Vegårshei und Tvedestrand. Die Grenze zwischen Risør und der Kommune Kragerø stellt zugleich die Grenze zwischen den beiden Fylkern Telemark und Agder dar.
In die Kommune schneiden sich mehrere Fjorde ein, weshalb sich zahlreiche Inseln und Halbinseln bildeten. Die Stadt Risør befindet sich am äußeren Ende einer Halbinsel zwischen dem Søndeledfjord und dem Sandnesfjord. Die größte Insel ist die im Søndeledfjord gelegene Insel Barmen. Die Gesamtfläche der Kommune beträgt 183,66 km², wobei Binnengewässer zusammen 12,97 km² ausmachen.
Die Erhebung Espehaugen stellt mit einer Höhe von 244,26 moh. den höchsten Punkt der Kommune Risør dar.

## Einwohner
Das Zentrum der Kommune stellt die Stadt Risør da. Aber auch entlang des Fylkesveis 418, dessen Streckenführung früher Teil der Europastraße 18 (E18) war, sowie entlang des Fylkesveis 416 liegt eine dichtere Besiedlung vor. Risør ist der einzige sogenannte Tettsted, also die einzige Ansiedlung, die für statistische Zwecke als eine städtische Siedlung gewertet wird. Zum 1. Januar 2024 lebten dort 4622 Einwohner.
Die Einwohner der Gemeinde werden Risøring genannt. Risør hat wie viele andere Kommunen der Provinz Agder weder Nynorsk noch Bokmål als offizielle Sprachform, sondern ist in dieser Frage neutral.
| Jahr          | 1986 | 1990 | 1995 | 2000 | 2005 | 2010 | 2015 | 2020 | 2025 |
| ------------- | ---- | ---- | ---- | ---- | ---- | ---- | ---- | ---- | ---- |
| Einwohnerzahl | 6953 | 6995 | 7022 | 7000 | 6909 | 6894 | 6909 | 6809 | 6687 |

## Geschichte

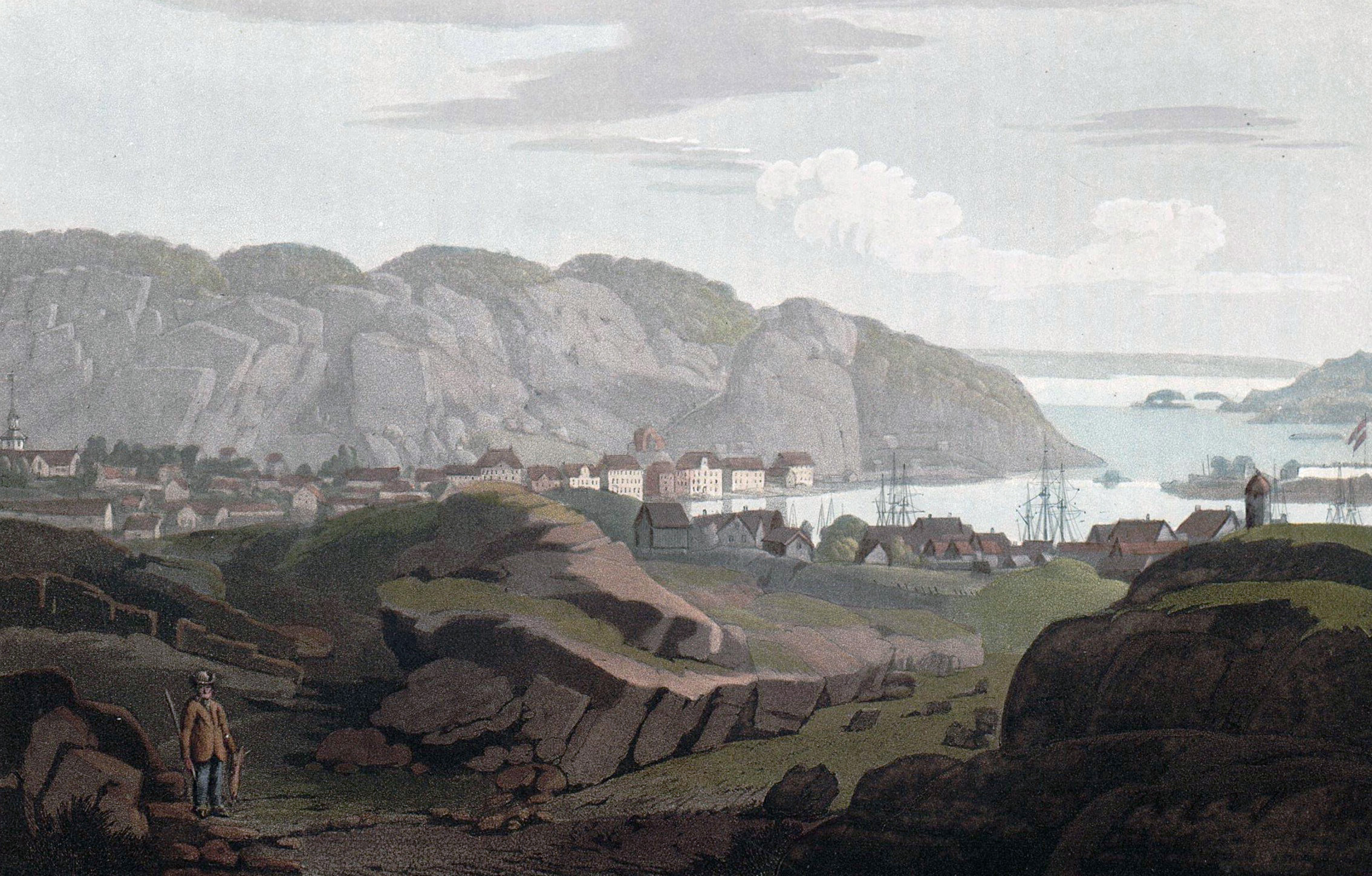
Gemälde vom Risør, etwa 1800

Risør gehört zu den ältesten Städten in der Region Sørlandet. Sie wuchs im 16. und 17. Jahrhundert durch den Holzhandel heran, wobei sie durch den geeigneten Naturhafen und die umliegenden Waldgebiete begünstigt wurde. Im Jahr 1630 wurde Risør ein Ladested unter dem Hoheitsbereich von Skien. Als 1641 die Stadt Kristiansand gegründet wurde, ordnete man an, dass die Einwohner Risørs dorthin ziehen sollten. Dieses Vorhaben scheiterte jedoch. Im Jahr 1723 wurde Risør schließlich unter dem Namen Øster-Risør eine selbstständige Kjøpstad. Wie viele Städte in Südnorwegen ist das Stadtbild Risørs von weißen Holzhäusern geprägt. Die Stadt wird deshalb auch als Den hvite by (deutsch die weiße Stadt) bezeichnet. Die Stadtgemeinde Risør entstand schließlich im Jahr 1838, als in Norwegen mit den Formannskapslovene die kommunale Selbstverwaltung eingeführt wurde.
Im Jahr 1861 wurden bei einem Stadtbrand 248 Gebäude in der Stadt zerstört. Die Kirche konnte jedoch gerettet werden. Im Anschluss wurde das Stadtzentrum neu aufgebaut. Zum 1. Januar 1901 wurde ein Gebiet mit 658 Einwohnern von der Nachbarkommune Søndeled an Risør überführt. Während gegen Ende des 19. Jahrhunderts die Einwohnerzahl aufgrund der wirtschaftlichen Bedeutung der Segelschifffahrt stark anwuchs, ging sie mit zunehmender Bedeutung der Dampfschiffe wieder zurück. So fiel die Einwohnerzahl auf dem heutigen Gemeindegebiet zwischen 1890 und 1946 von 7123 auf 5712 Einwohner. Zu Beginn des Jahres 1964 wurde Søndeled, das zu diesem Zeitpunkt 3134 Einwohner hatte, vollständig eingemeindet. Risør selbst hatte vor dieser Eingemeindung nur 3002 Einwohner.
Bis zum 31. Dezember 2019 gehörte Risør dem damaligen Fylke Aust-Agder an. Dieses ging im Zuge der Regionalreform in Norwegen in das zum 1. Januar 2020 neu geschaffene Fylke Agder über.

## Wirtschaft und Infrastruktur

### Verkehr
Durch den Westen der Kommune führt die Europastraße 18 (E18). Sie stellt unter anderem die Anbindung an die weiter südwestlich gelegenen Städte Arendal, Grimstad und Kristiansand her. In Richtung Nordosten führt die E18 nach Porsgrunn/Skien und in den Großraum Oslo. Innerhalb der Kommune zweigen unter anderem der Fylkesvei 416 und der Fylkesvei 418 von der E18 ab. Der Fylkesvei 416 führt in die Stadt Risør.
Der nächstgelegene Bahnhof ist der Bahnhof in Gjerstad an der Sørlandsbanen. Der Bahnhof ist rund 35 Kilometer vom Zentrum der Stadt Risør entfernt.

### Wirtschaft
Neben der öffentlichen Verwaltung und dem Dienstleistungssektor ist die Industrie ein bedeutender Arbeitgeber in der Kommune. Der Industriesektor in Risør ist durch viele kleinere Industriebetriebe geprägt. Die wichtigsten Industriezweige sind die mechanische Industrie sowie die Holzindustrie. Vor allem in den Sommermonaten ist auch der Tourismus von größerer Bedeutung. Mit dem Kraftwerk Stifoss befindet sich ein kleineres Wasserkraftwerk in Risør. Es wurde im Jahr 1939 in Betrieb genommen und nutzt eine Fallhöhe von rund 15 Metern. Zwischen 1991 und 2020 hatte es eine mittlere Jahresproduktion von 3,5 GWh.
Im Jahr 2021 arbeiteten von rund 2970 Arbeitstätigen etwa 1800 in Risør selbst. Jeweils über 100 Personen pendelten in die Kommunen Arendal, Tvedestrand und Gjerstad.

## Kultur, Medien und Religion

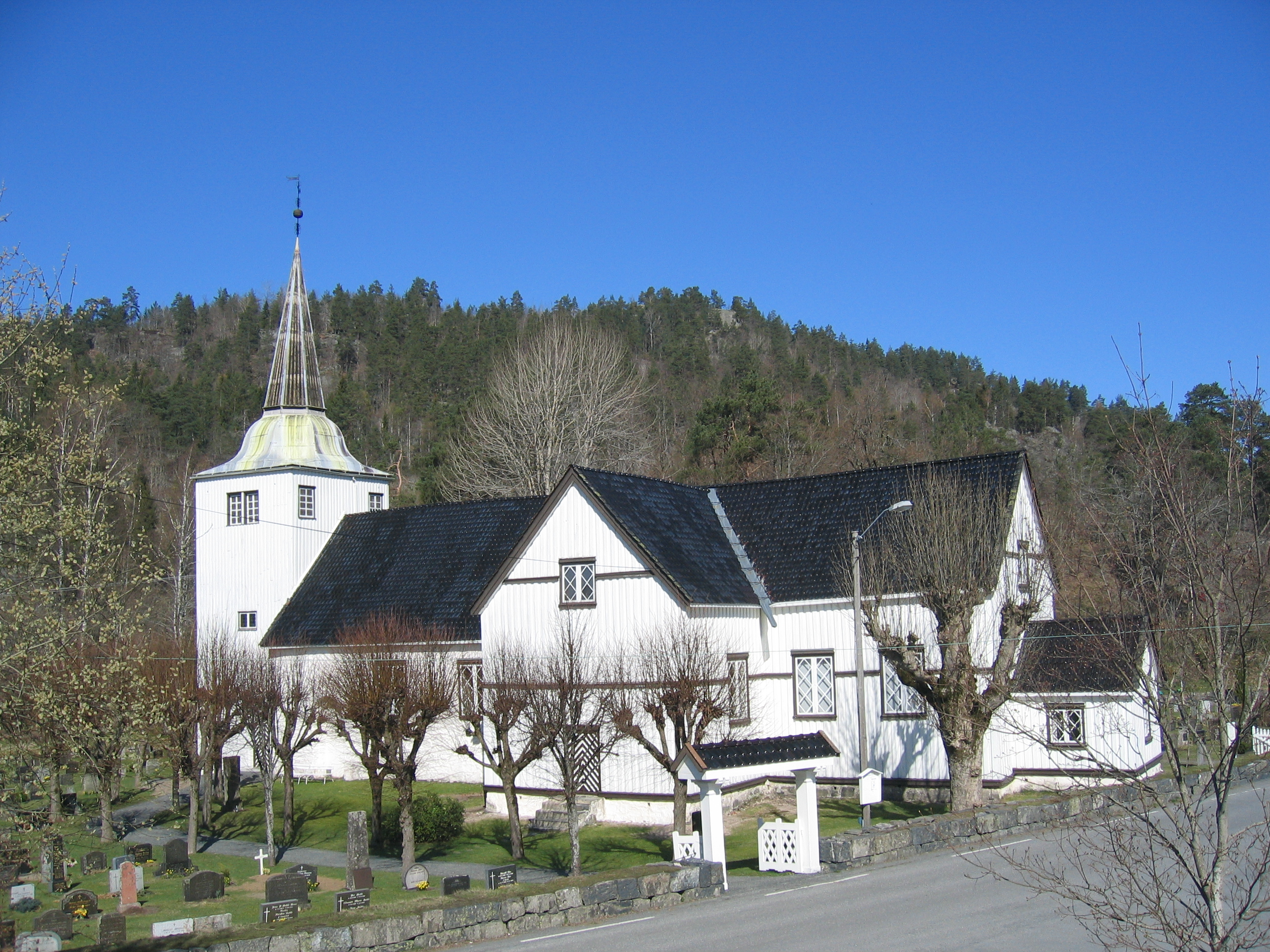
Søndeled kirke

Das Risør Museum ist ein Museum zur Stadtgeschichte von Risør. In der Kommune liegt zudem das Leuchtfeuer Stangholmen fyr, das mittlerweile für Konzerte und Theateraufführungen verwendet wird. Das Leuchtfeuer wurde 1959 automatisiert. Oberhalb der Stadt Risør befindet sich ein markanter Kalkfelsen Risørflekken, der der Schifffahrt als Landmarke dient.
In der Kommune stehen mehrere Kirchen. Die Risør kirke ist eine Holzkirche aus dem Jahr 1647. Sie hat einen kreuzförmigen Grundriss und rund 450 Sitzplätze. Das Altarbild wurde von einem Rubensschüler gemalt und war ursprünglich für eine Kirche in Riga bestimmt. Da das Schiff zwischen Risør und Lyngør Schiffbruch erlitt, gelang es schließlich nach Risør. Bevor die Kirche errichtet wurde, nutzten die Bewohner Risørs die Søndeled kirke. Diese wurde bereits im 12. Jahrhundert errichtet. Sie hat ebenfalls einen kreuzförmigen Grundriss und rund 450 Sitzplätze. Weitere Kirchen in der Kommune sind die Frydendal kirke aus dem Jahr 1879 und die Laget kirke aus dem Jahr 1908.
In Risør wird die Lokalzeitung Aust-Agder Blad herausgegeben.

## Name und Wappen
Das Wappen wurde am 18. Juli 1891 eingeführt. Das blau-schwarz-weiße Wappen zeigt einen Leuchtturm auf einer felsigen, von Wasser umgebenen Insel. In den oberen Ecken befinden sich zwei weiße Sterne. Der Leuchtturm wurde ausgewählt, um die 1788 erbaute Festung Holmen zu symbolisieren.
Der Name leitet sich von Risøer ab, womit die Inseln außerhalb der Stadt bezeichnet wurden. Dieser Name setzte sich aus (h)rís (deutsch Reisig) und -øer, der dänischen Pluralform für das Wort „Insel“ zusammen. Eine der Inseln trägt bis heute den Namen Risøya.

## Persönlichkeiten
- Christian Lofthuus (1750–1797), Bauernführer
- Victor Norman (1946–2024), Politiker, Mitglied des Storting und Wirtschaftswissenschaftler
- Magne Havnå (1963–2004), Boxer
- Erik Mykland (* 1971), Fußballspieler